# 十六岁的花季
《十六岁的花季》，是中华人民共和国青少年电视剧之一，共12集，1990年由中国中央电视台影视部和上海电视台联合拍摄，并于当年在全国播放。
该剧因为真实地反映了中学生活，准确地把握了青少年心理而深受中学生的喜爱，又因触及现实，反映改革开放后人们的心态，以及两代人之间的“代沟”而牵动了各种年龄层次观众的心，故社会反响强烈，该剧此后曾数十度在全国各电视台重播。

## 演职人员

### 导演
富敏、张弘（夫妇）

### 演员表
- 韩小乐─战士强饰
- 白雪－吉雪萍饰
- 欧阳严严－杨晓宁饰
- 陈非儿─池华琼饰
- 袁野─何威饰
- 童老师─杨昆饰

## 音乐
- 片头曲：《走过花季》
- 片尾曲：《十六岁的秘密》

## 剧情简介
本剧讲述的是白雪、陈非儿、欧阳严严和韩小乐等几个16岁的少男少女，在上海101中学校园里的一段高中生活，主角白雪、陈非儿、欧阳严严和韩小乐都是该校高一（2）班的学生。
白雪个性率真，是个出色的班干部。期中考试之后，学校张贴了红白两种考试成绩榜，伤害了许多学生的自尊心，家长会即将召开之际，白雪怒撕红白榜，在学校引起了轩然大波。同时，她和欧阳严严的亲密关系，使她带上了“早恋”的帽子……
白雪无意间发现了爸爸和同事罗兰阿姨的关系非同寻常，内心十分痛苦的她，下决心要维护自己的家庭……
柔弱美貌的“少男杀手”陈非儿无意间结识了帅气又有才华的袁野。他们都来自新疆，寄居在亲戚的家中。相同的经历使他们彼此相惜。然而随着他们的不断相处，关于他们交往的流言也在学校里传播开来。如何面对这份情感，非儿也陷入了迷茫……
热情而又调皮的韩小乐总是“好心办坏事”，他无意间误闯女浴室，使正在洗澡的非儿受到惊吓，扭伤了脚，而他也将面临学校的严厉处罚。面对同学和家长的误解，韩小乐选择了离开……

### 各集旁白

#### 第1集
世界上的事情有时候就是这么奇怪,一件偶然发生的意想不到的事竟会改变一个人的命运,或者影响一个人的一生。欧阳就不曾预料书店里的这场误会，竟会给他充满自信的生活带来一层阴影。
幸运所需要的美德是节制，而厄运所需要的美德是坚韧，后者较前者更为难能可贵。——培根

#### 第2集
《诗经》说：“嘤其鸣矣，求其友声”连鸟的鸣叫都是在寻求友情，更何况人呢？人心是最远的，又是最近的，真诚便是心与心的通道，共同的命运和遭遇是这对少男少女的心一下子缩短了距离，靠的很近很近……
如果你把快乐告诉一个朋友，你将得到两个快乐。如果你把忧愁向一个朋友倾诉，你将被分掉一半的忧愁。——培根

#### 第3集
昼夜交替，四季轮回。校园生活总是涟漪套着涟漪。机会和竞争，挑战和奋斗，永远是校园故事不老的主题，而男女主人公们则逐渐领悟成长的真谛。
少年哀乐过于人，歌哭无端字字真。——龚自珍

#### 第4集
真是“少年不识愁滋味”，即使是在考试这个非常时期，校园里仍然充满一半轻松，一半沉重，演绎出一半天真一半成熟。
是单纯的日子，
也是多变的日子，
浩大的世界，
样样叫我们好惊奇。
从来都兴高采烈，
从来不淡漠，
眼泪，欢笑，沉思全是第一次。
——王蒙

#### 第5集
撕榜的行为发生在白雪的身上，既出人意料又不可思议。不过，到也让人理解和同情，因为，今后等待着他们的数十次，乃至上百次的测验，考试，太超负荷了。电子计算机划出的高考分数线，是铁面无私，冷酷无情的。
含蓄属于这个年龄，我们想对一切都贴上独特的标题，能给人们提出批评一个又一个问号，是我们最大的乐趣。别说我们才十六岁，这可是能够拥有整个世界的年龄——一位上海少年

#### 第6集
看来不管哪个时代，哪种国籍的少年，世界对他们来说就像晨曦笼罩的大海，有时分不清海和天的界限。是啊，本来蓝天就是碧空中的大海，大海就是深遂中的蓝天。少年心中的大海，蓝得最深，少年心中的天，蓝得最远。
青年的友谊是最初独立选择的个人依恋心，它预告着在某种程度上也预示着另一种依恋的出现，其中包括爱情。因此爱情也是崇高的心情。——卢梭

#### 第7集
当共和国的大门向世界打开，当学校的大门向社会打开，地球上任何角落里的细微变化必定无一遗漏的在校园里曝光。自信和烦恼，希望和失败，理解和困惑，这些矛盾的统一体，必定撞击着每一个人的心灵。
我试图记述中学生的种种思考和感受，试图描绘他们对人生和世界的看法，不是因为他们都正确（也不应当要求他们都正确）而是因为他们的真实存在，这个存在给大家出了个题目。——孟晓云

#### 第8集
看来不承认不行，现实生活中少男少女互相的爱慕和依恋像湍急的小河，激越而热烈，美好而又混沌。曾经拥有过十六岁的人们啊，伸出手来帮他们一把吧。让他们看到月亮没有消退，太阳正在升起，光线会越来越亮，一切都会越来越看得清。
青年人，
珍重地描写吧，
时间飞翻着书页，
请你着笔。
——冰心

#### 第9集
世界上的事就是这么奇怪，有些偶然的事件并不见得存在必然的因素，但是出于某种原因，往往会使原本简单的东西变得复杂起来。更何况，这又是一件犯了中国人大忌的事呢?
振作起来吧，把一切思虑抛弃，我们一同跑进世界里去。——歌德

#### 第10集
人是一个复杂的混合体,往往出于各种动机,自觉或不自觉地把身上不那么光彩的一面隐藏起来,总想给人留下一个美好的印象,但是事情却总是那么怪,真的永远假不了,假的也永远真不起来。
聪明人修检于自身,愚蠢者才欺惑于大众。——所罗门

#### 第11集
我们的中学老师，是任何一个国家的老师无法比拟的。他们对学生期望殷殷，忧虑重重，因为他们把自身岁月的蹉跎，生命价值的寻觅，统统寄托在学生们的身上，有谁能够理解他们这片复杂而又难以说清的心情呢?
壮年可以是小说，老年可以是散文，断然难以重返诗的领地，而只能有诗的回忆。诗只属于青年人。——肖复兴

#### 第12集
诗朗诵:《我十六岁》--孟晓云
我十六岁，四岁的娃娃管我叫阿姨，四十岁的阿姨管我叫娃娃，
老师说，你不稳重，像夏季一样狂热、烦躁，
同学说，你成熟， 像秋天一样深思熟虑，
妈妈说，你爱消极，像冬季一样消沉，
朋友说，你有激情，像春季一样生命力顽强。
于是，我陷入迷茫，我不知道我是怎样，也不知道我应该怎样，
爸爸拍着我的肩膀说，该怎样就怎样，
你是蹦蹦跳跳的大人，也是长大的娃娃，
你就是你，既是春夏，也是秋冬，因为十六岁才有这彩色的性格。
我知道了，十六岁，只属于我自己，一次，
十六岁，只属于我们，一次……